# Sint-Franciscus Xaveriuskapel
De Sint-Franciscus Xaveriuskapel (Duits: St. Franz Xaver) is een rooms-katholieke filiaalkerk in de Duitse plaats Weiersbach in de Landkreis Vulkaneifel, gelegen aan de Kapellenstraße. De huidige kapel werd gebouwd in 1738 en is beschermd als monument. Sinds 1803 valt het onder de parochie van Üdersdorf binnen de parochiegemeenschap Daun.

## Gebouw
In 1738 werd in het gehucht Weiersbach een kleine kapel gebouwd, gewijd aan Franciscus Xaverius. Het betreft een eenvoudige kleine zaalbouw met twee vensterassen, een driehoekige apsis en een lager toegangsportaal. De muren, opgemetseld met breuksteen, zijn afgewerkt met een ruwe witte pleisterlaag. De kleine boogvensters hebben een oranje accentuering, wat gebruikelijk is voor de traditionale lokale architectuur. Op het dak staat een klokkentoren met daarin een bronzen klok uit 1743. Deze draagt de inscriptie: "S. FRANCISCE XAVERI O P N IN DCZ WAISBACH 1743".

In de kerk bevinden zich een volksaltaar, een houten beeld van Maria en Jezus en een altaarstuk met vier beelden van de patroonheilige, Madonna in een stralenkrans, sint Marcus en sint Lucia.

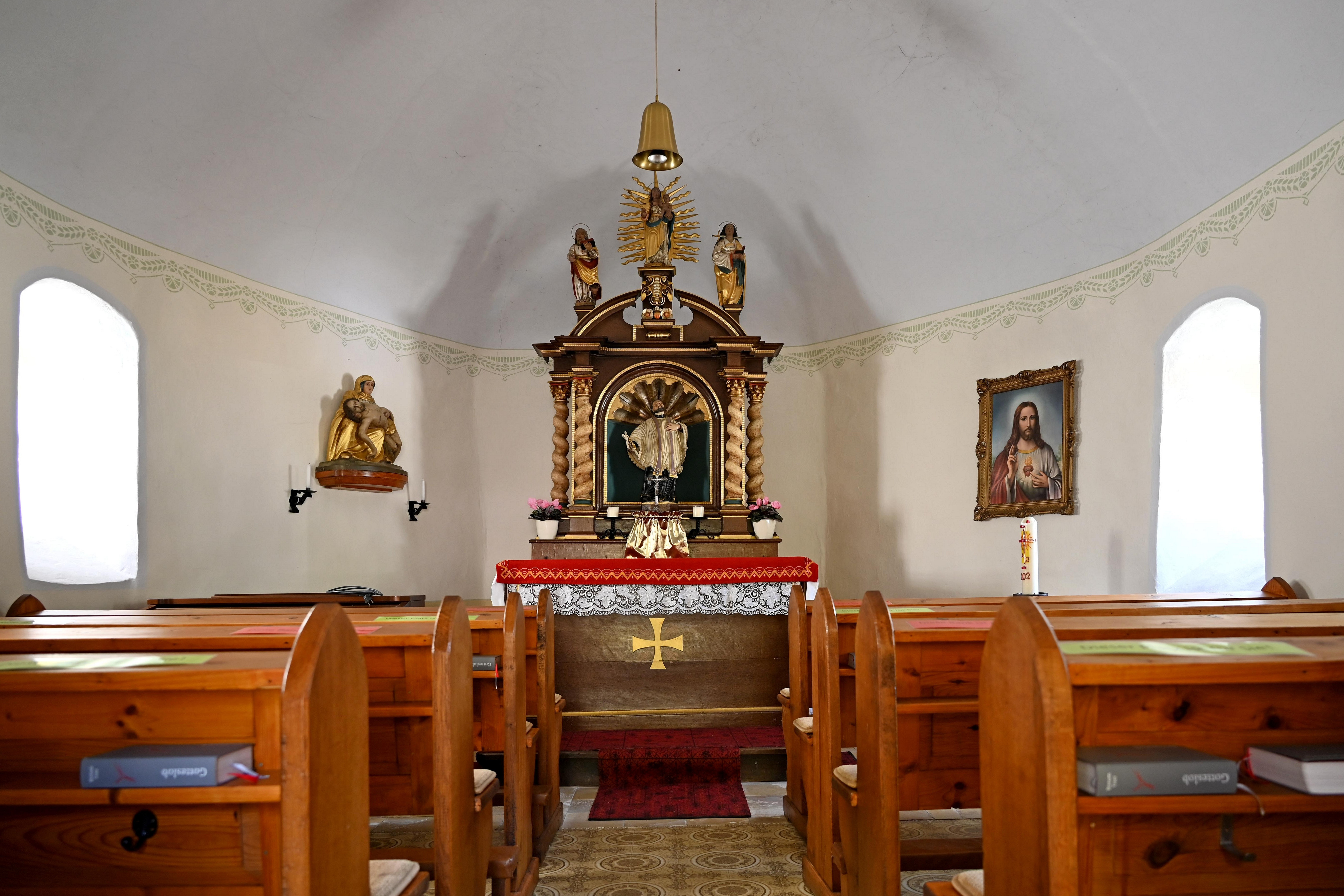
Zicht vanaf de ingang richting het altaar.
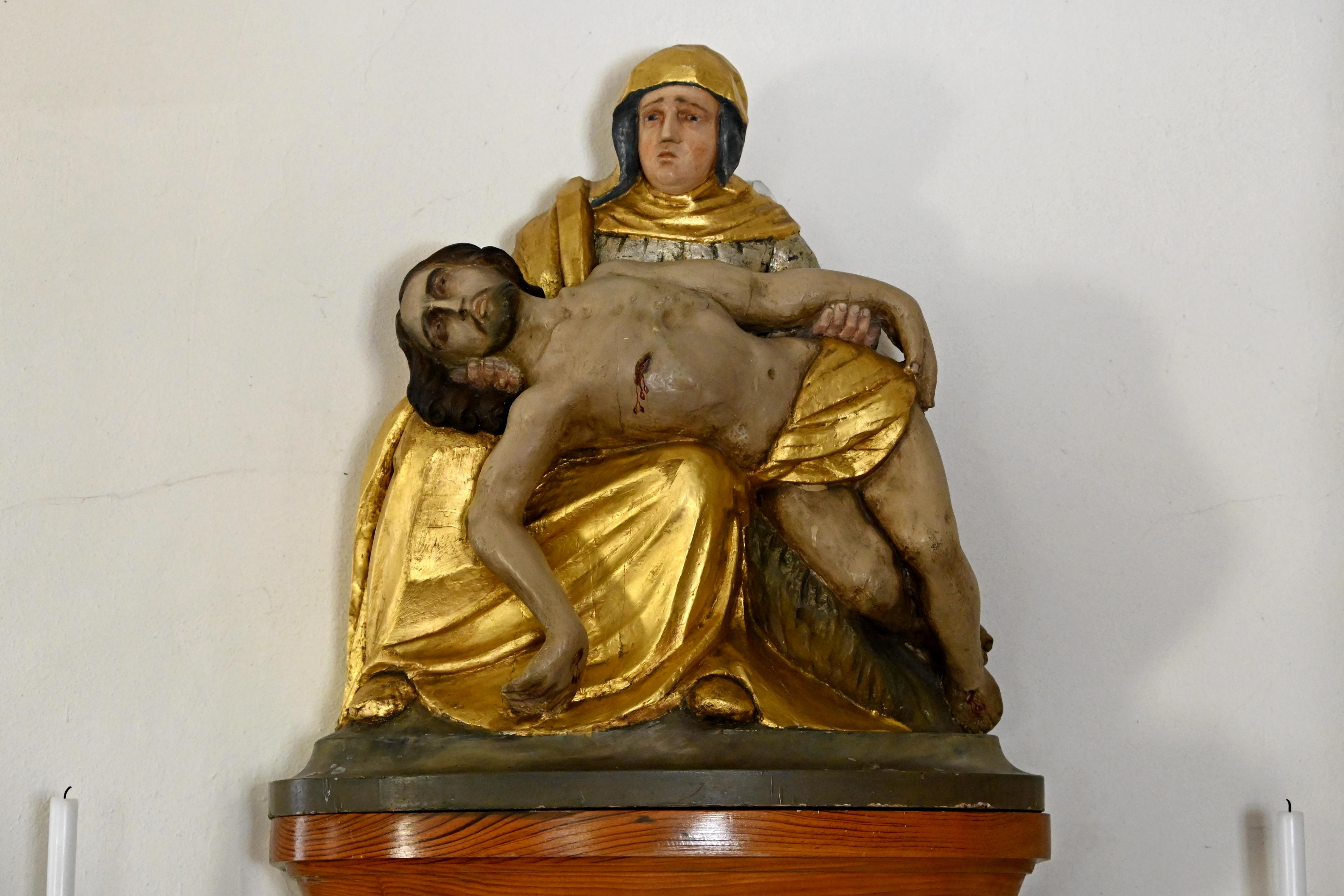
Het houten beeld van Maria met Jezus. Dit is na de Tweede Wereldoorlog gerestaureerd.
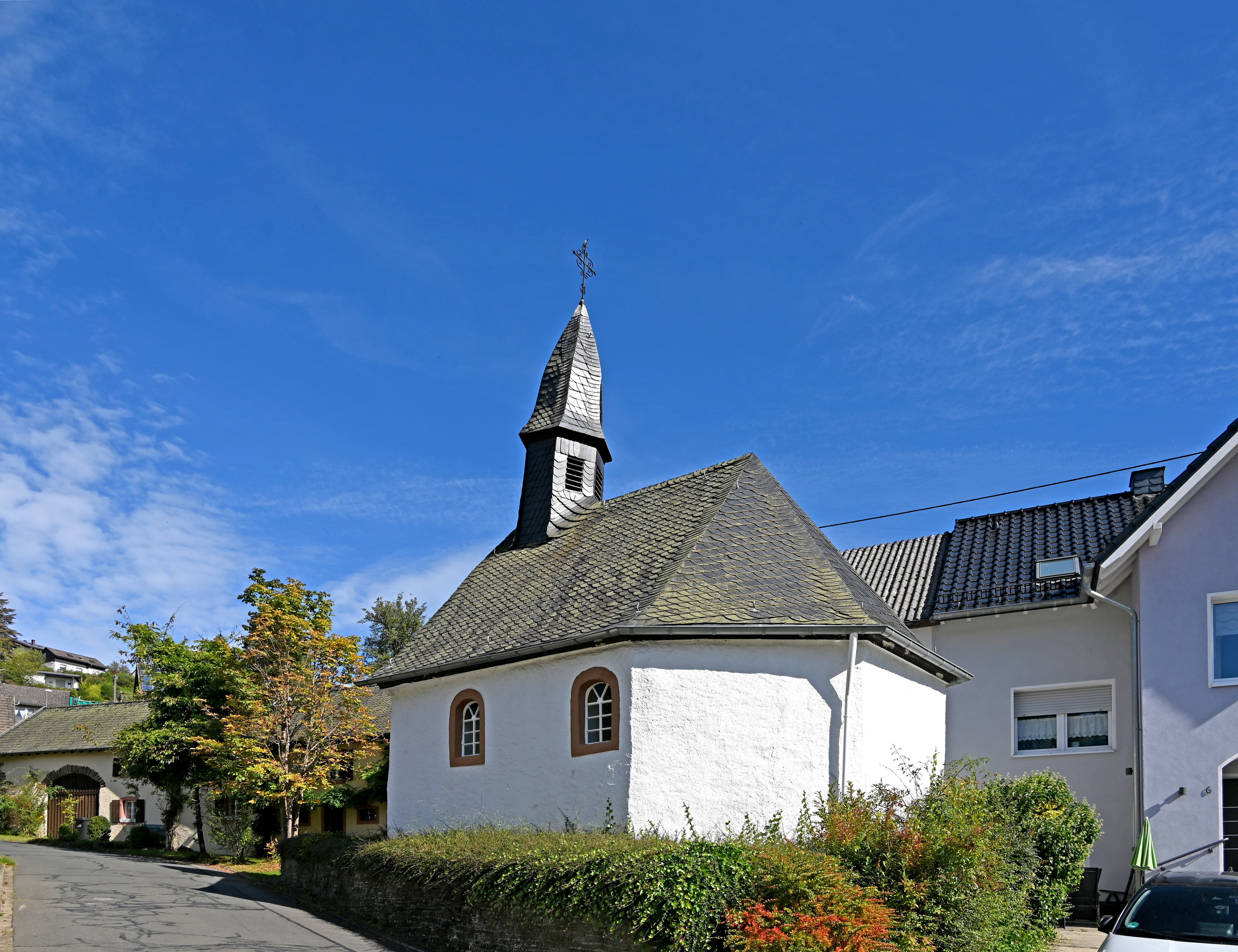
De achterzijde van de kapel.